# Codex Sinopensis
Il Codex Sinopensis (Gregory-Aland: O o 023; Soden: ε 21) è un manoscritto onciale in greco datato al VI secolo. Contiene alcune parti del Vangelo secondo Matteo, ed è scritto su pergamena tinta viola.
Il Codex Sinopensis, assieme ai manoscritti Φ, N, e Σ, appartiene al gruppo dei manoscritti onciali purpurei.

## Descrizione
Il codice è composto da 44 spessi fogli di pergamena, delle dimensioni di 30 per 25 centimetri.
Contenuto
Matteo 7,7-22; 11,5-12; 13,7-47; 13,54-14,4.13-20; 15,11-16,18; 17,2-24; 18,4-30; 19,3-10.17-25; 20,9--21,5; 21,12-22,7.15-14; 22,32-23,35; 24,3-12.

## Critica testuale
Il testo del codice è rappresentativo del tipo testuale bizantino. Kurt Aland lo ha collocato nella Categoria V.

## Storia
Il codice è stato scoperto nel 1899 a Sinope (da qui il suo nome), da un ufficiale francese. Il codice è conservato presso la Biblioteca nazionale di Francia (Gr. 1286, 43 fol.) a Parigi.